# Ludwig Bonitz
Ludwig Bonitz (* 8. Oktober 1936 in Gotha; † 17. Februar 2007 auf Kuba) war ein deutscher Grafikdesigner und Hochschullehrer.

## Leben
Bonitz' Eltern waren Karl Bonitz (1894–1968), Lehrer in Langensalza, und dessen Frau Lotte geb. Stadelmann. Ludwig hatte zwei ältere Schwestern sowie einen Zwillingsbruder.
Er machte von 1951 bis 1954 eine Ausbildung zum Plakatmaler und Gebrauchswerber. Nach einem Studium an der Fachschule für angewandte Kunst Heiligendamm von 1956 bis 1959 arbeitete er von 1959 bis 1979 als Grafiker und Atelierleiter bei der Deutschen Werbe- und Anzeigengesellschaft (DEWAG) in Rostock. Als Gebrauchsgrafiker entwarf Bonitz vor allem Plakate und Signets, z. B. 1968 vom Rat des Bezirkes Rostock, Ostseemesseleitung.
Daneben betätigte er sich auch als freier Zeichner, Aquarellist, Druckgrafiker, Landschafts- und Naturmaler und als Bildhauer und Keramiker.
1969 begann er ein externes Studium an der Kunsthochschule Berlin-Weißensee, das er 1975 mit einem Diplom bei Werner Klemke und Axel Bertram abschloss. Seit 1976 arbeitete er als Fachlehrer für Grundlagen der Gestaltung und Naturstudium an der Fachschule für Angewandte Kunst Heiligendamm. 1992 wurde er zum Professor für Entwurfsgrundlagen Grafik-Design und Künstlerische Druckgrafik am Fachbereich Design/Innenarchitektur der neu gegründeten Hochschule Wismar, Außenstelle Heiligendamm berufen. Nach seiner Emeritierung 2002 hatte er noch bis 2004 einen Lehrauftrag für Künstlerische Druckgrafik an der Hochschule Wismar.
Ludwig Bonitz verstarb völlig überraschend während eines Urlaubs auf Kuba. Er hinterlässt fünf Kinder, aus erster Ehe mit Uta Schnabel die Kinder Kay (* 1964), Anne (* 1968) und Max Bonitz (* 1971), zusammen mit ihrer Mutter Heike Pfannschmidt die Kinder Ariane (* 1984) und Marc Pfannschmidt (* 1984), sowie fünf Enkelkinder.

## Weitere Werke (Auswahl)
- Reagans "Schöpfungsakt" (um 1984, Zeichnung, Karikatur)[4]

- Rostock, Kuhtor (1985, Radierung, 14,5 × 19 cm)[5]

## Teilnahme an zentralen und wichtigen regionalen Ausstellungen in der DDR
- 1965: Berlin, Deutsche Akademie der Künste („Junge Künstler. Gebrauchsgraphik“)
- 1972, 1974, 1979 und 1984: Rostock, Bezirkskunstausstellungen
- 1977/1978: Dresden, VIII. Kunstausstellung der DDR